# North Carolina National Guard

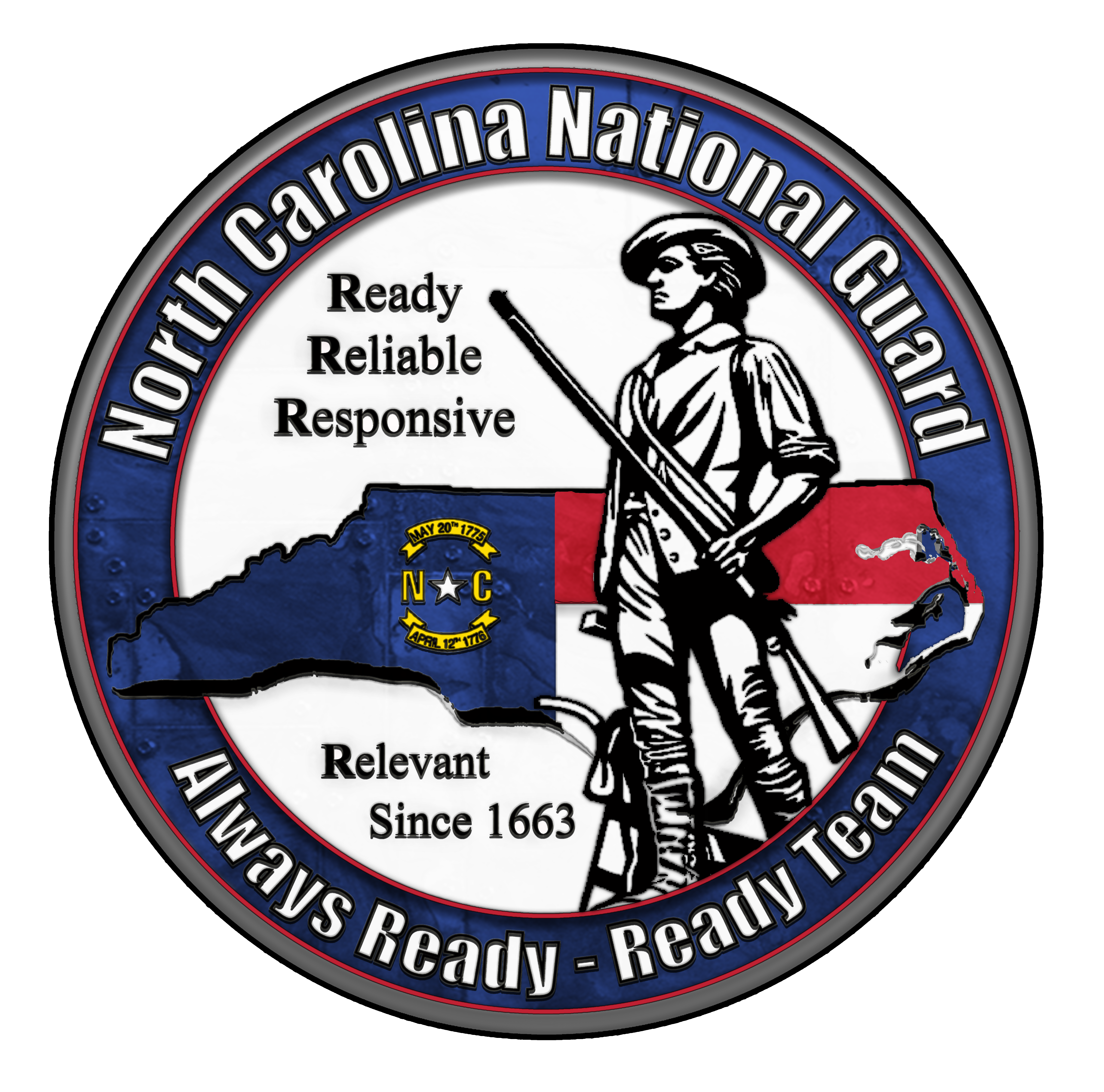
Logo der North Carolina National Guard

Die North Carolina National Guard (NCNG) des North Carolina Department of Military and Veterans Affairs des US-Bundesstaates North Carolina ist Teil der im Jahr 1903 aufgestellten Nationalgarde der Vereinigten Staaten (akronymisiert USNG) und somit auch Teil der zweiten Ebene der militärischen Reserve der Streitkräfte der Vereinigten Staaten.

## Organisation
Die Mitglieder der Nationalgarde sind freiwillig Dienst leistende Milizsoldaten, die dem Gouverneur von North Carolina (aktuell Roy Cooper) unterstehen. Bei Einsätzen auf Bundesebene ist der Präsident der Vereinigten Staaten Commander-in-Chief. Adjutant General of North Carolina ist Major General M. Todd Hunt. Die Nationalgardeeinheiten des Staates werden auf Bundesebene vom National Guard Bureau (Arlington, VA) unter General Steven Nordhaus koordiniert.
Die North Carolina National Guard führt ihre Wurzeln auf die Gründung von Milizverbänden der Province of Carolina im Jahr 1663 zurück. Die Nationalgarden der Bundesstaaten sind seit 1903 bundesgesetzlich und institutionell eng mit der regulären Armee und Luftwaffe verbunden, so dass (unter bestimmten Umständen mit Einverständnis des Kongresses) die Bundesebene auf sie zurückgreifen kann. North Carolina unterhält zurzeit keine Staatsgarde, die North Carolina State Defense Militia ist nicht aktiv.
Die North Carolina National Guard besteht aus den beiden Teilstreitkraftgattungen des Heeres und der Luftstreitkräfte, namentlich der Army National Guard und der Air National Guard. Die North Carolina Army National Guard hatte 2017 eine Stärke von 10.113 Personen, die North Carolina Air National Guard eine von 1.360, was eine Personalstärke von gesamt 11.473 ergibt.

## Wichtige Einheiten und Kommandos
- Joint Forces Headquarters in Raleigh (North Carolina)

### Army National Guard
- 60th Troop Command (TC) in Raleigh (North Carolina)
- 449th Theater Aviation Brigade (TAB) in Morrisville (North Carolina)
- 30th Armored Brigade Combat Team (ABCT) in Clinton (North Carolina)
- 113th Sustainment Brigade (SB) in Greensboro (North Carolina)
- 139th Regiment in Fayetteville (North Carolina)
- 130th Maneuver Enhancement Brigade (MEB) in Charlotte (North Carolina)

### Air National Guard
- 145th Airlift Wing in Charlotte (North Carolina)
- Air National Guard Recruiting